# Ontón
Ontón es una localidad española del municipio de Castro-Urdiales, en la comunidad autónoma de Cantabria. En el año 2009 contaba con una población de 173 habitantes (INE).

## Geografía

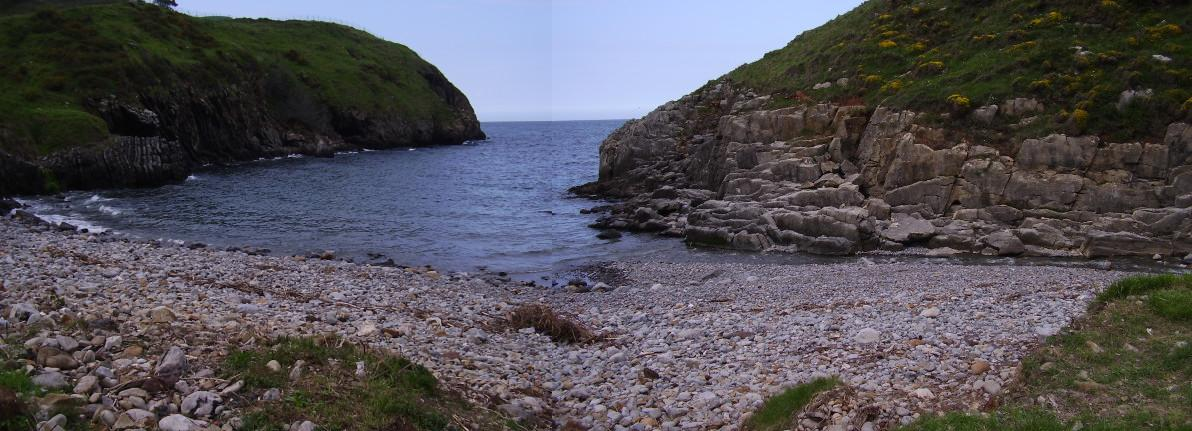
Desembocadura del arroyo Sabiote en la rada de Berrón, único acceso practicable al mar en Ontón.

La localidad se encuentra a 30 metros de altitud sobre el nivel del mar, y a 9 kilómetros de la capital municipal, Castro Urdiales.
La localidad es la última de Cantabria antes del límite con la provincia de Vizcaya (País Vasco). De hecho ambas comunidades han mantenido contenciosos por los límites entre el municipio cántabro de Castro Urdiales (al que pertenece la pedanía de Ontón) y el municipio vizcaíno de Musques. No obstante las resoluciones judiciales siempre han dado la razón a Cantabria sobre los límites entre ambas provincias; de hecho en el año 2013 el Tribunal Supremo avaló las tesis apoyadas por Cantabria sobre los límites con una sentencia firme e inapelable que cerraba un contencioso que duraba ya años.

## Historia
Hacia mediados del siglo XIX el lugar tenía contabilizada una población de 400 habitantes. Aparece descrito en el decimosegundo volumen del Diccionario geográfico-estadístico-histórico de España y sus posesiones de Ultramar de Pascual Madoz de la siguiente manera:

ONTON: l. en la prov. y dióc. de Santander (12 leg.), part. jud. de Castro-Urdiales (1), aud. terr. y c. g. de Burgos (32), ayunt. de la junta de Samano. sit. en terreno desigual inmediato á la costa de Cantabria; su clima es templado y húmedo; sus enfermedades mas comunes alguna terciana. Tiene 62 casas distribuidas en los barrios de Talledo, Baltezana, Allendelrio y Quintana; escuela de primeras letras, dotada con 3,400 rs, á la que asisten 70 niños de ambos sexos; igl. parr. (Ntra. Sra. de la Concepcion), servida por 2 curas de ingreso y provision del diocesano; 2 ermitas (Ntra. Sra. de Guadalupe y S. Juan Bautista), y buenas aguas potables. Confina N. el mar Cantábrico; E. Somorrostro; S. Sopuerta y Montellano, y O. Meoño; en él se encuentra el desp. de las Mieses, con 3 casas, y algunas minas de hierro, que si bien nada ceden á las de Somorrostro en cuanto á la calidad, son sin embargo menos abundantes. El terreno es aunque áspero bastante productivo, y le fertilizan algun tanto las aguas del arroyo Sabiote que nace en el monte de la Bernilla, y desagua en el mar por una rada que llaman Berron, le cruzan 3 puentes de piedra de un solo ojo, y 3 de madera. Los caminos dirigen á los pueblos limítrofes, á Vizcaya y Santander. Recibe la correspondencia de Castro. prod.: chacolí, granos, legumbres, patatas y pastos; cria ganado vacuno, lanar, caballar y mular; caza de alguna liebre, perdiz y jabalí, y pesca de anguilas, lobinas, congrios y otros pescados. ind.: 5 molinos harineros y el carboneo. pobl.. 83 vec., 400 alm. contr.: con el ayunt.
(Madoz, 1849, p. 285)

En esta localidad se han conservado dos antiguas escuelas, la de Baltezana y la de Ontón. La primera fue levantada entre los años 1890 y 1892, sobre un proyecto de Joaquín Rucoba. La escuela unitaria de Ontón fue construida dentro del programa de escolarización masiva, que se puso en marcha en los dos primeros años de la Segunda República (1931-1933).